# František Ferdinand Oedt

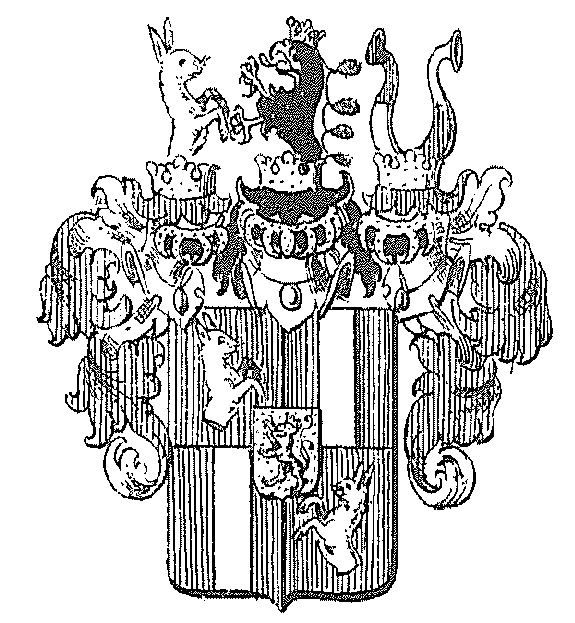
Oedtův znak ze Siebmacherova Wappenbuchu

František Ferdinand hrabě Oedt, pán na Götzendorfu a Helffenbergu (24. srpna 1673 Nöttig, Rakousko – 2. srpna 1741) byl olomoucký kanovník a prelát, mecenáš barokních staveb na střední Moravě.
Na kněze byl vysvěcen 21. prosince 1697 v Olomouci. Po studiích na jesuitské koleji v Římě (1693 - 1696) byl roku 1696 promován na doktora teologie a filosofie. Téhož roku byl jmenován nesídelním kanovníkem olomouckým, za sídelního byl přijat r. 1701. Roku 1709 se stává scholastikem kapituly, r. 1717 jejím proboštem. Vrcholu své kariéry dosáhl v roce 1730, kdy byl zvolen prvním prelátem a kapitulním děkanem, dále byl jmenován generálním vikářem a oficiálem.
Byl velkým mecenášem stavby poutního kostela v Dubu nad Moravou, v Olomouci přestavěl kapitulní proboštství (dnes sídlo rektorátu Univerzity Palackého) a dal postavit zámek v Nenakonicích